# Lucian Sânmărtean
Lucian Iulian Sânmărtean (Bistrița, el 13 de març de 1980) és un jugador de futbol romanès.